# Festival des châteaux de Bruniquel
Pour les articles homonymes, voir Bruniquel (homonymie).
À l’entrée des gorges de l'Aveyron, dans le Quercy (Tarn-et-Garonne), le festival des châteaux de Bruniquel, créé en 1997, réunit un grand nombre de professionnels spécialistes de l'opéra-bouffe.

## Pièces
Chaque été (fin juillet-début août), une nouvelle pièce d'Offenbach est créée dans le décor naturel des châteaux, en plein air :
- Croquefer ou le Dernier des Paladins (1997 et 2002)
- Tromb-al-ca-zar (1998)
- Ba-ta-clan (1999)
- Le Fifre enchanté (2000)
- Le Savetier et le Financier (2001)
- L'Île de Tulipatan (2003 et 2015)
- Mademoiselle Moucheron (2004)
- Il Signor Fagotto (2005)
- Mesdames de la Halle (2006)
- Orphée aux Enfers (2007 et 2017)
- Le Château à Toto (2008 et 2024)
- La Grande Duchesse de Gerolstein (2009 et 2020)
- Barbe bleue (2010 et 2023)
- La Belle Hélène (2011 et 2022)
- La Périchole (2012)
- La Vie Parisienne  (2013 et 2021)
- Geneviève de Brabant (2018)
- La princesse de Trebizonde (2019)

Les châteaux accueillent pendant trois semaines des concerts lyriques, des récitals, des spectacles de cabaret et de théâtre musical.
Les spectacles sont suivis de tables d'hôtes très conviviales au pied des remparts, auxquelles sont conviés les spectateurs en compagnie des artistes. Le festival, en s'associant avec les producteurs locaux, allie culture et agriculture. Les artistes se produisent spontanément pendant que le public déguste les produits du terroir. (Ferme de Calvignac et Vins des Coteaux du Quercy)
Le festival a proposé aussi(2002-2007), un stage de chant professionnel avec Michel Sénéchal, maître incontesté du chant français.
Ce stage a permis à des professionnels de se perfectionner et de préparer les grands rôles du répertoire pour la suite de leur carrière.

## Artistes et techniciens invités par le Festival depuis 1997
- Metteur en scène : Frank T'Hezan
- Direction musicale : Jean-Christophe Keck
- Costumiers : Pierre-Jean Larroque, Arielle Brandely, Monika Mucha
- Professeur de chant : Michel Sénéchal
- Artistes lyriques : Edwige Bourdy, Gilles Bugeaud, Isabelle Charles, Anaïs Constans, Dominique Desmons, Philippe Ermelier, Maryline Fallot, Till Fechner, Isabelle Fleur, Philippe Gortari, Éric Huchet, Jean-Christophe Keck, Isabelle Lagarde, Jeanne-Marie Lévy, Claudia Mauro, Frédéric Mazzotta, Pierre Mechanick, Jean-Louis Meunier, Christophe Mortagne, Isabelle Philippe, Patricia Samuel, Aude Sardier, Jean-Michel Serini, Frank T'Hezan, Vincent Vittoz, Emmanuelle Zoldan.
- Pianistes : David Berdery, Gwenaëlle Cochevelou, Hervé Dupuis, Vincent Éliot, Erika Guiomar, Antti Manninen, Yoshiko Moriai, François Riu-Barotte, Stéphane Trébuchet
- Musiciens :   Marcel Bourgeois, Hélène Bouldoire, Laurent Carre, Angélique Darrieumerlou, Yoanne Gillard, Julie Gobin, Jean Hubert, Didier Molinie, Yannick Fromentin, Patrick Couffignal, Jean Coutal, Patrick Boyer, Jean-Marc Boudet, Laurent Carré, Marie Andrieu, Patrice Kolodziej, Jean Lefebvre, Jérôme Lézian, Guillaume Paes, Ludivine Rodriguez, Thierry Verdalle, Patrick Sabaton, Mathilde Sabaton, Hélène Sabaton, Kloréla Saro,
- Comédiens : Adra Alvarez, Olivier Berhault, Dany Bourgeois, Jean-Louis Delage, André Furlani, Claude Holmose, Univers Insua, Déa Kitani, Jean-Marie Lecoq, Margot Lecoursonnais, Marie Josée Lespes, Francis Martinez, Benjamin Moryousef, Pierre Moryousef, Bernadette Moussié, Chantal Nespoulous, Marielle Nespoulous, Gérard Petit, Florence Poulain, Francis Rodrigue, Coralie Sanchez, Martine Tamelli, Pauline Terracle, Thibaut T'Hezan, Rien van Rosmalen, Danielle Verge Brian, Vincent Vellas.
- Chorégraphes : Nathalie Debono, Nicole Delage, Julie Moryousef
- Animation équestre : Gérard et Marie-Laurence Cammas
- Techniciens : Danielle Allaux, Christophe Barrera, Didier Cavalli, Yan Cherbé, Olivier Chevreuil, Maryvonne Constans, Joëlle Faure, Clara Georgel, Serge Grimal, Louna Guillot, Marion et Alain Jouhanneau, Pascal Kolsec, Anne-Marie Laval, Gérald Mary, Patrick et Jacqueline Petit, Christine Sagnes, Thibaut T'Hezan, Laurent Toulouse, David Vaissiere, Sandy Vonck, Anaïs et Ines Winterhalter.
- Décorateurs : Bernard Bénazet, Yvan Bianchi, Michel Blancard, Jean Bonnemort, Philippe Bourdeu d'Aguerre, Gilles Bourgeois, Benoît Khoté, Anne-Marie Laval, Séline Monteillet, Michel Montet, Dana Moreu, Claude Nespoulous, Christine Sagnes, Christophe Sagnes, René Tabarly, Claude T'Hezan
- Maquettistes : Patrice Ferrer, Clair, Sébastien di Fazio